# دهستان کوهنجان
دهستان کوهنجان نام دهستانی در بخش کوهنجان شهرستان سروستان، استان فارس در ایران است. براساس سرشماری مرکز آمار ایران در سال ۱۳۹۵، جمعیت آن ۳۰۱۷ نفر (۹۰۰ خانوار) بوده‌است.